# American Life
American Life ist das neunte Studioalbum der US-amerikanischen Künstlerin Madonnas das im April 2003 erschien.

## Entstehung und Veröffentlichung
Die Erstveröffentlichung von American Life erfolgte am 21. April 2003 bei Maverick Records. Das Album erschien in seiner Originalausführung als CD und Download mit elf Titeln (Katalognummer: 9362-48439-2).
Geschrieben und produziert wurden alle Lieder von der Interpretin selbst. Beim Schreibprozess von acht Liedern erhielt Madonna Unterstützung durch Mirwais Ahmadzaï (Mirwais), der zugleich an allen Produktionen beteiligt war. Darüber hinaus schrieb Madonna Titel mit Jem Griffiths und Guy Sigsworth, Monte Pittman sowie Stuart Price.

## Inhalt und Stil
Die Texte befassen sich vor allem mit Madonnas persönlichen Erkenntnissen in Bezug auf ihr Leben als Superstar (American Life, Nobody Knows Me, I’m So Stupid, Easy Ride) und ihre religiösen Ansichten (Nothing Fails, X-Static Process), geprägt durch die Kabbalah – was nicht nur Fans und Kritiker sehr kritisch aufnahmen und ihr als Missionierung vorwarfen.
Der Stil von American Life ist geprägt von progressivem Underground des Hauptproduzenten Mirwais und zeigt auch deutliche Einflüsse seiner französischen Landesgenossen Air und Daft Punk. Im Vordergrund stehen allerdings Madonnas (mit Vocoder verfremdete) Stimme und akustische Gitarren, die Madonna zum Teil selbst spielte.

## Titelliste
| Nr.          | Titel             | Autor(en)                               | Produktion                                     | Länge |
| ------------ | ----------------- | --------------------------------------- | ---------------------------------------------- | ----- |
| 1.           | American Life     | Madonna • Mirwais Ahmadzaï              | Madonna • Ahmadzaï                             | 4:58  |
| 2.           | Hollywood         | Madonna • Ahmadzaï                      | Madonna • Ahmadzaï                             | 4:24  |
| 3.           | I’m So Stupid     | Madonna • Ahmadzaï                      | Madonna • Ahmadzaï • Mark "Spike" Stent (add.) | 4:09  |
| 4.           | Love Profusion    | Madonna • Ahmadzaï                      | Madonna • Ahmadzaï                             | 3:38  |
| 5.           | Nobody Knows Me   | Madonna • Ahmadzaï                      | Madonna • Ahmadzaï                             | 4:39  |
| 6.           | Nothing Fails     | Madonna • Guy Sigsworth • Jem Griffiths | Madonna • Ahmadzaï • Stent (add.)              | 4:49  |
| 7.           | Intervention      | Madonna • Ahmadzaï                      | Madonna • Ahmadzaï                             | 4:54  |
| 8.           | X-Static Process  | Madonna • Stuart Price                  | Madonna • Ahmadzaï                             | 3:50  |
| 9.           | Mother And Father | Madonna • Ahmadzaï                      | Madonna • Ahmadzaï                             | 4:33  |
| 10.          | Die Another Day   | Madonna • Ahmadzaï                      | Madonna • Ahmadzaï                             | 4:38  |
| 11.          | Easy Ride         | Madonna • Monte Pittman                 | Madonna • Ahmadzaï                             | 5:07  |
| Gesamtlänge: | Gesamtlänge:      | Gesamtlänge:                            | Gesamtlänge:                                   | 49:39 |

## Singleauskopplungen
Sieben Singles schafften es in die Billboard „Hot Dance Music/Club Play Charts“. Noch nie schafften es so viele Singles von einem Album in die US-amerikanischen Clubcharts. Der Titelsong des Films James Bond 007 – Stirb an einem anderen Tag ist der meistverkaufte der James-Bond-Serie und erschien erstmals auf dem entsprechenden Soundtrack.
Anfang 2003 sollte das Video zu der ersten Single American Life veröffentlicht werden. Zu diesem Zeitpunkt des dritten Irak-Krieges herrschte eine massive Anti-Kriegs-Stimmung weltweit – mit Ausnahme der USA. Madonna (die mit ihrer Familie mittlerweile in Großbritannien lebte) produzierte als Musikvideo ein massives Statement gegen den Krieg: Irakische Kinder auf einem Laufsteg, im Hintergrund amerikanische Bomber und Explosionen – zum Schluss ein George W. Bush-Double, der sich mit einer Handgranate die Zigarre anzündet. Das Video lief weltweit erfolgreich an (alleine in Deutschland sendete es VIVA zweimal jede Stunde) – wurde jedoch einen Tag später zurückgezogen und durch ein unverfängliches ersetzt. Madonna: „Ich habe gesehen, wie sehr die texanische Countryband Dixie Chicks gelitten hat, nachdem die Musikerinnen sagten, dass sie sich schämten, aus demselben Bundesstaat zu kommen wie Präsident Bush. Sie wurden in den USA zu gehassten Frauen. Ich wollte meine beiden Kinder dieser Situation nicht aussetzen. Auch für die Karriere meines Mannes, des Filmemachers Guy Ritchie, wäre es verheerend gewesen.“
Singles in den Charts

| Jahr | Titel           | Höchstplatzierung, Gesamtwochen, AuszeichnungChartplatzierungen (Jahr, Titel, , Platzierungen, Wochen, Auszeichnungen, Anmerkungen) | Höchstplatzierung, Gesamtwochen, AuszeichnungChartplatzierungen (Jahr, Titel, , Platzierungen, Wochen, Auszeichnungen, Anmerkungen) | Höchstplatzierung, Gesamtwochen, AuszeichnungChartplatzierungen (Jahr, Titel, , Platzierungen, Wochen, Auszeichnungen, Anmerkungen) | Höchstplatzierung, Gesamtwochen, AuszeichnungChartplatzierungen (Jahr, Titel, , Platzierungen, Wochen, Auszeichnungen, Anmerkungen) | Höchstplatzierung, Gesamtwochen, AuszeichnungChartplatzierungen (Jahr, Titel, , Platzierungen, Wochen, Auszeichnungen, Anmerkungen) | Anmerkungen                                                |
| Jahr | Titel           | DE | AT | CH | UK | US | Anmerkungen                                                |
| ---- | --------------- | --- | --- | --- | --- | --- | ---------------------------------------------------------- |
| 2002 | Die Another Day | DE4 (14 Wo.)DE | AT2 (14 Wo.)AT | CH4 (19 Wo.)CH | UK3 (18 Wo.)UK | US8 (17 Wo.)US | Erstveröffentlichung: 22. Oktober 2002 Verkäufe: + 235.000 |
| 2003 | American Life   | DE10 (9 Wo.)DE | AT7 (11 Wo.)AT | CH1 (13 Wo.)CH | UK2 (19 Wo.)UK | US37 a (8 Wo.)US | Erstveröffentlichung: 8. April 2003 Verkäufe: + 285.000    |
| 2003 | Hollywood       | DE21 (9 Wo.)DE | AT34 (9 Wo.)AT | CH15 (13 Wo.)CH | UK2 (7 Wo.)UK | — | Erstveröffentlichung: 14. Juli 2003                        |
| 2003 | Nothing Fails   | DE36 (8 Wo.)DE | AT51 (8 Wo.)AT | CH41 (10 Wo.)CH | — | — | Erstveröffentlichung: 26. Oktober 2003                     |
| 2003 | Love Profusion  | — | — | CH31 (11 Wo.)CH | UK11 (6 Wo.)UK | — | Erstveröffentlichung: 8. Dezember 2003                     |

- Der Remix von Mother and Father konnte sich auf Platz neun der US-amerikanischen „Billboard Hot Dance Music/Club Play Charts“ platzieren. Er ist exklusiv auf dem Album des Remixers Peter Rauhofer Rauhofer Live @ The Roxy 4 enthalten.
- Die Promosingle Nobody Knows Me konnte sich auf Platz vier der US-amerikanischen „Billboard Hot Dance Music/Club Play Charts“ platzieren.

## Rezeption
Amerika entrüstete sich und bezeichnet Madonna seitdem als „unamerikanisch“. Nach ernsthaften Drohungen verlegte sie ihren Hauptwohnsitz nach England. Ihre Alben wie auch Singles wurden fortan von den US-amerikanischen Radiostationen boykottiert.
Obgleich das Album mit wohlwollenden Kritiken bedacht wurde, gilt es als Madonnas größter Flop. Insgesamt galt es als zu unspektakulär und die Promotion als vollkommen missglückt (Che-Guevara-Look des Covers, die erste Single American Life wenig radiotauglich, das zweite Video machte eher Schlagzeilen als Samuel-Bourdin-Plagiat, zur dritten Single wurde überhaupt kein Video gedreht und für das letzte Video wurde die Computervorlage eines Estée-Lauder-Werbeclips verwendet.) Ironischerweise war Hollywood die erste Single Madonnas, die nicht mehr von US-Radiostationen gespielt wurde – in dem Song kritisiert sie diese: „Music stations always play the same songs. I'm bored with the concept of right and wrong“. („Radiostationen spielen immer die gleichen Lieder. Mich langweilt das Konzept von richtig und falsch.“)

## Kommerzieller Erfolg

### Chartplatzierungen
| ChartsChartplatzierungen       | Höchstplatzierung | Wochen |
| ------------------------------ | ----------------- | ------ |
| Deutschland (GfK)              | 1 (20 Wo.)        | 20     |
| Österreich (Ö3)                | 1 (20 Wo.)        | 20     |
| Schweiz (IFPI)                 | 1 (23 Wo.)        | 23     |
| Vereinigte Staaten (Billboard) | 1 (14 Wo.)        | 14     |
| Vereinigtes Königreich (OCC)   | 1 (20 Wo.)        | 20     |

| ChartsJahrescharts (2003)      | Platzierung |
| ------------------------------ | ----------- |
| Deutschland (GfK)              | 19          |
| Österreich (Ö3)                | 58          |
| Schweiz (IFPI)                 | 16          |
| Vereinigte Staaten (Billboard) | 125         |
| Vereinigtes Königreich (OCC)   | 52          |

### Auszeichnungen für Musikverkäufe
| Land/Region                  | Auszeichnungen für Musikverkäufe (Land/Region, Auszeichnung, Verkäufe) | Verkäufe    |
| ---------------------------- | ---------------------------------------------------------------------- | ----------- |
| Argentinien (CAPIF)          | Platin                                                                 | 40.000      |
| Australien (ARIA)            | Platin                                                                 | 70.000      |
| Belgien (BRMA)               | Gold                                                                   | 25.000      |
| Brasilien (PMB)              | Gold                                                                   | 50.000      |
| Dänemark (IFPI)              | Gold                                                                   | 20.000      |
| Deutschland (BVMI)           | Platin                                                                 | 200.000     |
| Europa (IFPI)                | Platin                                                                 | (1.000.000) |
| Finnland (IFPI)              | —                                                                      | 13.100      |
| Frankreich (SNEP)            | Platin                                                                 | 300.000     |
| Griechenland (IFPI)          | Gold                                                                   | 10.000      |
| Japan (RIAJ)                 | Platin                                                                 | 200.000     |
| Kanada (MC)                  | Platin                                                                 | 100.000     |
| Russland (NFPF)              | Platin                                                                 | 20.000      |
| Schweden (IFPI)              | Gold                                                                   | 30.000      |
| Schweiz (IFPI)               | Platin                                                                 | 40.000      |
| Tschechien (IFPI)            | —                                                                      | 14.000      |
| Spanien (Promusicae)         | Gold                                                                   | 50.000      |
| Ungarn (MAHASZ)              | Gold                                                                   | 15.000      |
| Vereinigte Staaten (RIAA)    | Platin                                                                 | 1.000.000   |
| Vereinigtes Königreich (BPI) | Platin                                                                 | 300.000     |
| Insgesamt                    | 7× Gold · 11× Platin ·                                                 | 2.497.100   |

Hauptartikel: Madonna (Künstlerin)/Auszeichnungen für Musikverkäufe